# Jan Mikel
Jan Mikel (* 14. dubna 1975) je český hokejový obránce. Většinu kariéry strávil v Kometě Brno. Mezi jeho další působiště patří Fresno, Lagley Thunder, SG Cortina d'Ampezzo, Rochester Mustangs, SG Saima Milano, Ayr Scottish Eagles, Dundee Texol Stars, Brest Les Albatros, Vsetín, Rouen EH, HC Kometa Brno a HC Olomouc. Po sezóně 2011/2012 ukončil aktivní hráčskou kariéru.
Nyní[kdy?] působí v jako asistent trenéra u juniorského týmu HC Kometa Brno.

## Hráčská kariéra
- 1993/1994 HC Královopolská Brno (1. liga)
- 1994/1995 Fresno Falcons (ECHL)
- 1995/1996 Lagley Thunder (BCHL)

Rochester Mustangs (USHL)
- 1997/1998 SG Cortina d'Ampezzo (Itálie - 1. liga)
- 1998/1999 SG Saima Milano (Itálie - 1. liga)
- 1999/2000 Ayr Scottish Eagles (VB - 1. liga)
- 2000/2001 Ayr Scottish Eagles (VB - 1. liga)
- 2001/2002 Dundee Texol Stars (VB - 2. liga)
- 2002/2003 Dundee Texol Stars (VB - 2. liga)
- 2003/2004 Brest Les Albatros (Francie - 1. liga)
- 2004/2005 HC Vsetín (E)

HC Kometa Brno (1. liga)
- 2005/2006 Rouen EH (Francie - 1. liga)
- 2006/2007 HC Kometa Brno (1. liga)
- 2007/2008 HC Kometa Brno (1. liga)
- 2008/2009 HC Kometa Brno (1. liga) poslán na hostování do HC Olomouc (1. liga)
- 2009/2010 HC Olomouc (1. liga)
- 2010/2011 HC Olomouc (1. liga)
- 2011/2012 HC Olomouc (1. liga) - po sezoně ukončil aktivní kariéru

## Trenérská kariéra
- 2012/2013 HC Kometa Brno - junioři (ELJ) - asistent trenéra